# Kyle Edmund
Kyle Edmund (Johannesburgo, Sudáfrica, 8 de enero de 1995) es un extenista profesional británico.
Como jugador júnior ganó dos títulos de Grand Slam en la modalidad de dobles, el Abierto de Estados Unidos 2012 y el Torneo de Roland Garros 2013, en ambas ocasiones junto al portugués Frederico Ferreira Silva como compañero.

## Carrera juvenil

### 2011
Edmund hizo su primer gran avance en el circuito junior en el año 2011, cuando llegó a las semifinales del Abierto de Estados Unidos 2011 en individuales juniors, donde fue derrotado por el primer cabeza de serie y el eventual subcampeón Jiří Veselý de República Checa.
Jugando en el equipo Gran Bretaña de menores de 16 años, con Evan Hoyt y Luke Bambridge, ganaron la Copa de Europa de Verano venciendo a Italia en la final.
Gran Bretaña ganó la Copa Davis junior por primera vez después de vencer a Italia en la final en San Luis Potosí, México. Entrenados por Greg Rusedski, el equipo de Edmund, Evan Hoyt y Luke Bambridge justificaron su mejor siembra en el evento.

### 2012
Al año siguiente ganó su primer título en un Grand Slam, en la modalidad de dobles juniors del US Open 2012, junto al portugués Frederico Ferreira Silva. Ambos derrotaron a la pareja australiana Nick Kyrgios y Jordan Thompson en la final, después de perder el primer set. Edmund alcanzó su récord personal de N° 8 en el ranking combinado de la ITF en enero de 2012, alcanzando al menos los cuartos de final de los cuatro Grand Slam juniors en singles.

### 2013
En el Torneo de Roland Garros 2013, Edmund y Silva ganaró su segundo título de Grand Slam, derrotando a la pareja chilena de Christian Garín y Nicolás Jarry en la final.

#### Mejores resultados en torneos de Grand Slam junior
Australian Open: Cuartos de final (2012)

Roland Garros: Cuartos de final (2012, 2013)

Wimbledon: Semifinales (2013)

US Open: Semifinales (2011)
Mejores resultados en torneos Grand Slams Juniors-Dobles:
Australian Open: 2ª ronda (2011)

Roland Garros: Campeón (2013)

Wimbledon: Semifinales (2013)

US Open: Campeón (2012)

### Títulos de Grand Slam Junior

#### Dobles
| N.º | Año  | Campeonato                | Superficie    | Compañero                | Oponentes en la final         | Marcador final |
| --- | ---- | ------------------------- | ------------- | ------------------------ | ----------------------------- | -------------- |
| 1.  | 2012 | Abierto de Estados Unidos | Dura          | Frederico Ferreira Silva | Nick Kyrgios Jordan Thompson  | 6-2, 2-6, 7-5  |
| 2.  | 2013 | Torneo de Roland Garros   | Tierra batida | Frederico Ferreira Silva | Christian Garín Nicolás Jarry | 7-5, 6-4       |

## Carrera profesional

### 2010-2012: Inicios en Torneos ITF
Edmund comenzó en el circuito de Futures de la ITF en abril de 2010 en el F5 de Gran Bretaña en Bournemouth, perdiendo el primer partido de clasificación.
Fue un año completo antes de que Edmund jugará un nuevo Futures, de nuevo en el F5 de Gran Bretaña en Bournemouth, esta vez con un Will Card en el cuadro principal, fue derrotado en primera ronda.
En octubre de 2012 y
después de jugar 18 eventos Futures, en octubre Edmund ganó su primer torneo en Birmingham, Alabama, EE. UU.

### 2013: Debut en el circuito ATP y 1.ª participación en Grand Slam

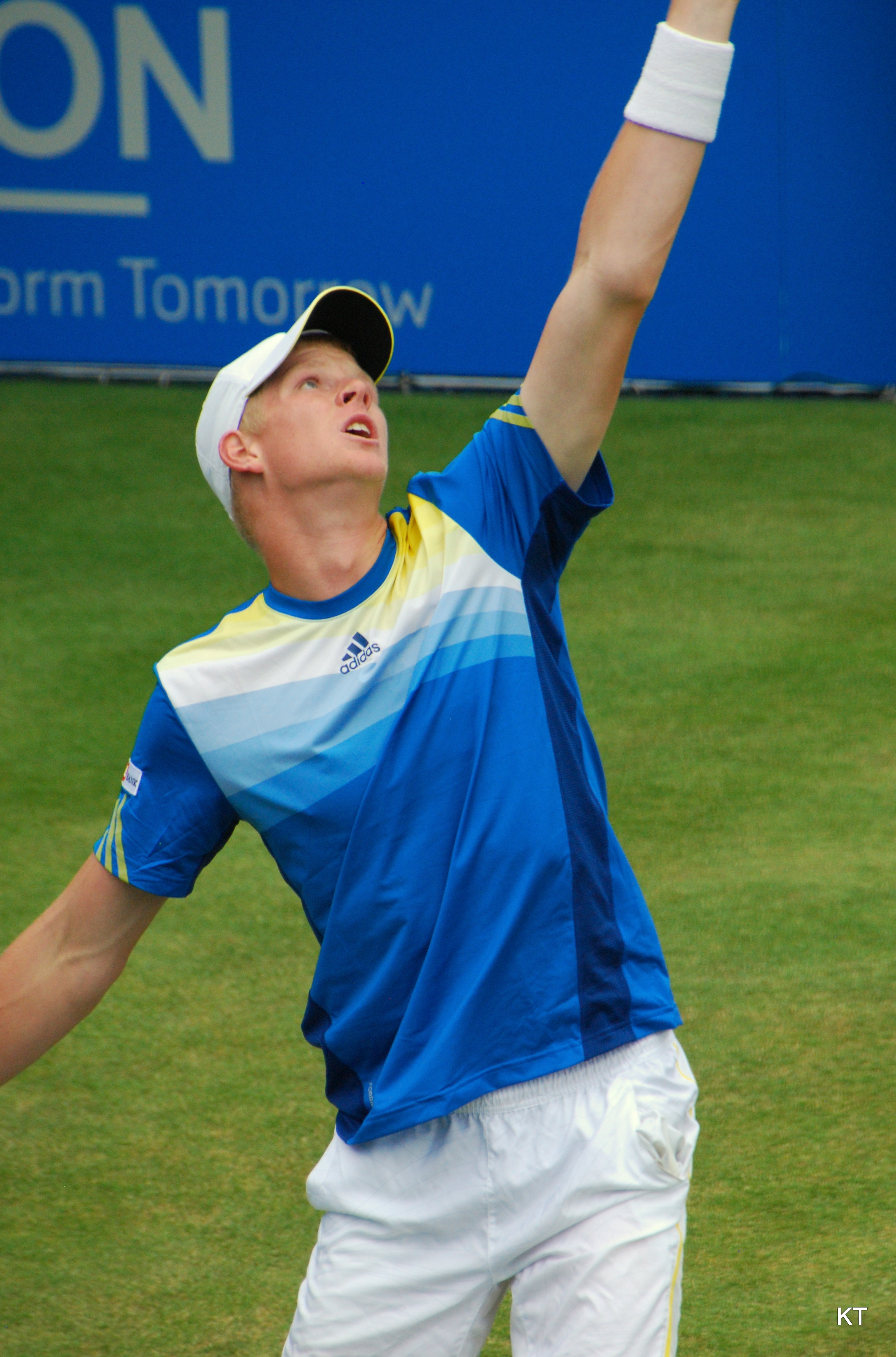
Edmund en 2013

Jugó su primer partido ATP en junio de 2013 cuando se le concedió un comodín para el Torneo de Queen's Club en Londres, perdiendo ante el esloveno Grega Zemlja, sin embargo, esto no melló su confianza ya que luego ganó su primer partido de alto nivel en el Torneo de Eastbourne. Después de entrar como comodín en el torneo, derrotó al número 82 del ranking mundial Kenny de Schepper, clasificado 360 lugares por encima de él, en dos sets. Kyle luego perdió en dos sets cerrados ante el nº17 Gilles Simon, ambos terminados en tie-breaks.

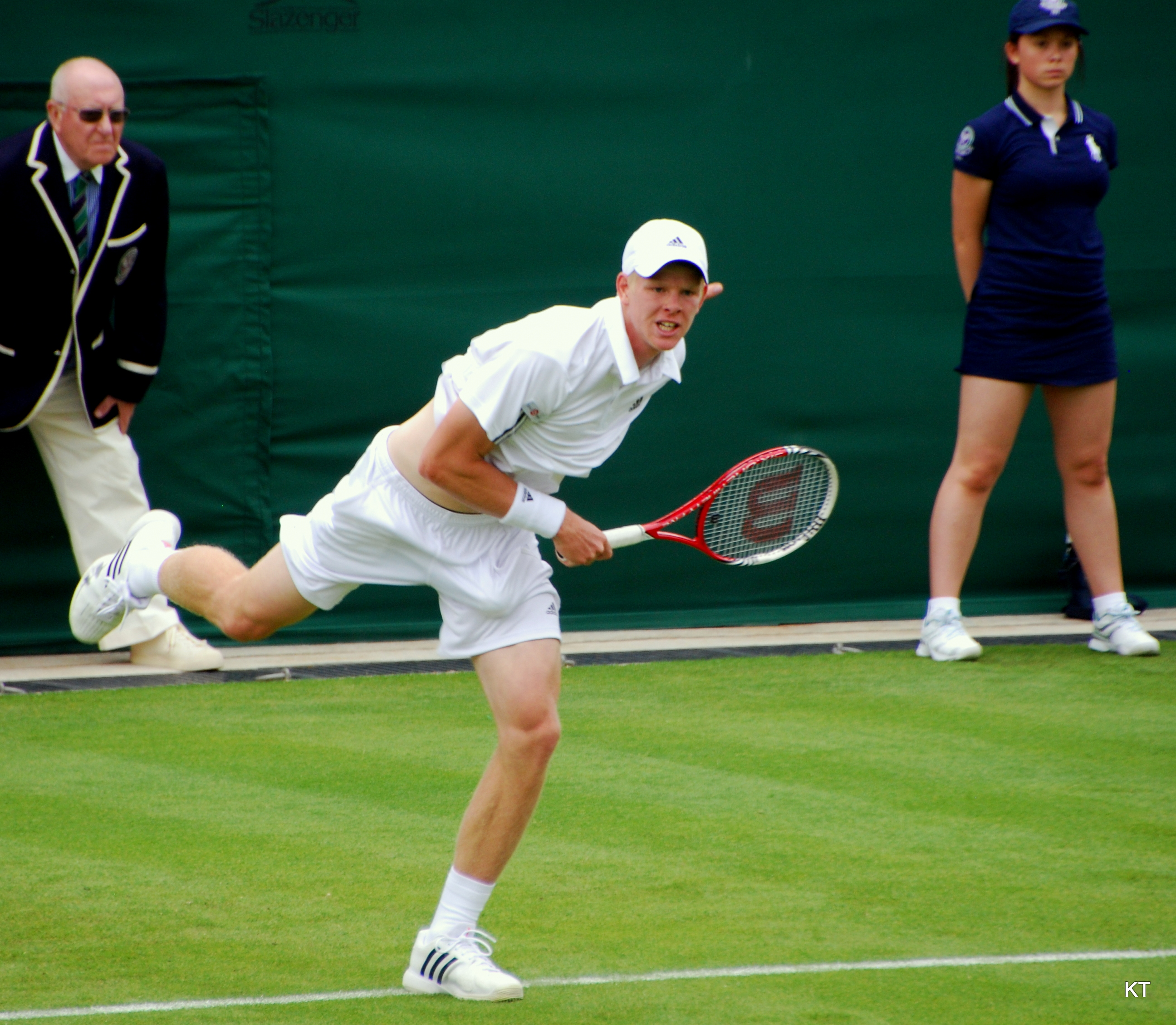
Kyle Edmund en Wimbledon 2013 jugó su primer Grand Slam

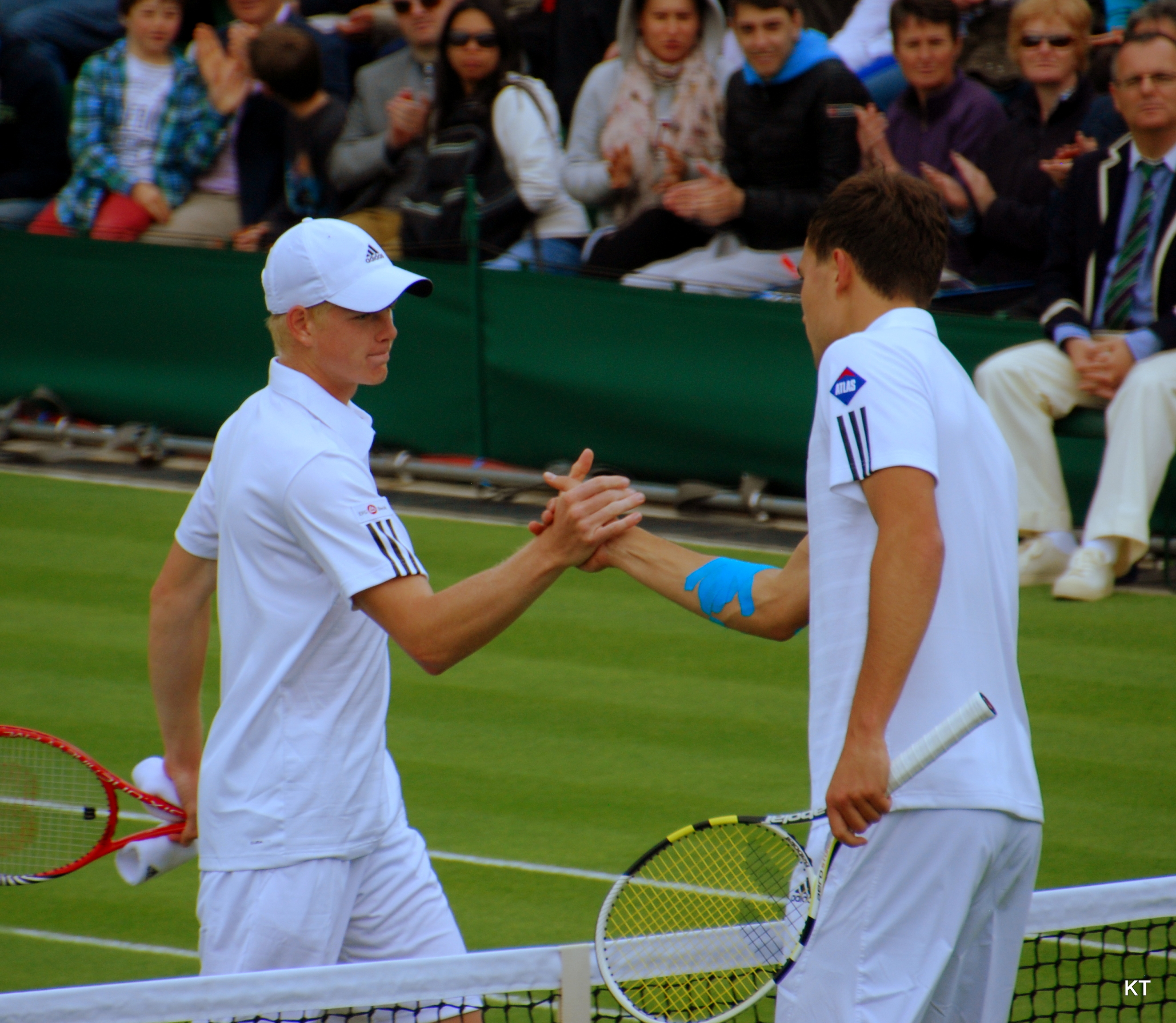
Edmund tras su partido con Jerzy Janowicz en primera ronda de Wimbledon 2013

En Wimbledon, hizo su primera aparición en un torneo de Grand Slam, entró en cinco torneos separados, recibiendo comodines en singles y dobles, debido a su éxito juvenil. En los singles masculinos, perdió en la primera ronda al 24.º cabeza de serie Jerzy Janowicz en sets corridos. En los dobles masculinos, se asoció con Jamie Baker, perdiendo en la primera ronda ante David Marrero y Andreas Seppi en sets corridos. En los dobles mixtos, se asoció con su compañera adolescente Eugenie Bouchard, perdiendo nuevamente en la primera ronda ante Frederik Nielsen y Sofia Arvidsson y nuevamente en sets corridos.
En diciembre, Andy Murray invitó a Edmund, James Ward y Ross Hutchins a su campo de entrenamiento en Miami.

### 2014: Top 200

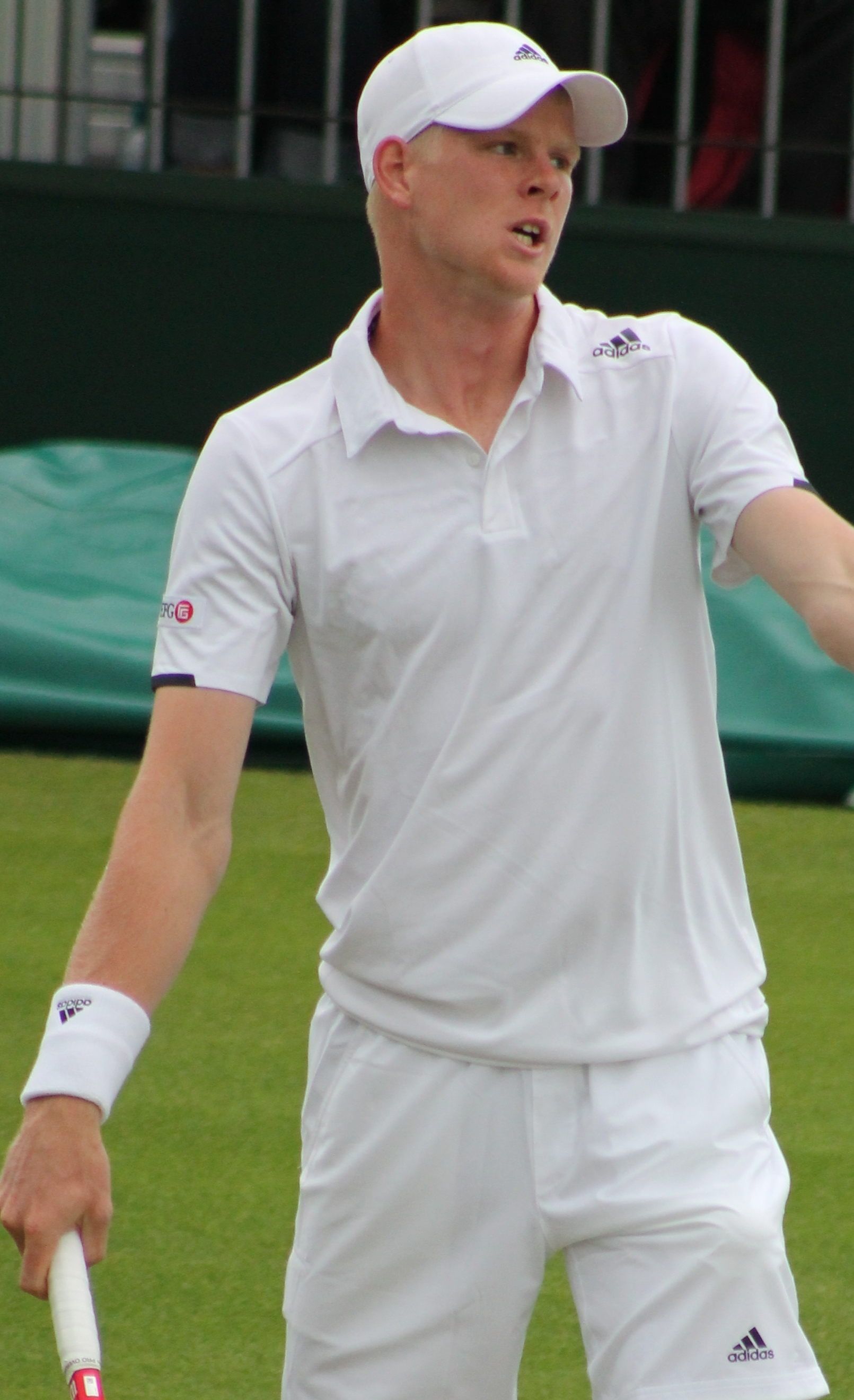
Edmund en Wimbledon 2014.

En enero de 2014, Edmund recibió su primera convocación para integrar el Equipo de Copa Davis de Reino Unido, serie que enfrentó por el grupo mundial al Equipo de Copa Davis de Estados Unidos. y fue parte de las citas iniciales antes de ser reemplazado en el dobles por el especialista Dominic Inglot, lo cual significa que fue el primer jugador de reservas.
Después de menos de seis meses, Edmund se distribuyó con Greg Rusedski luego de una caída reciente en la forma. Edmund perdió cinco primeras rondas consecutivas y se cree que encontró que los otros compromisos de Rusedski se realizarán en esta etapa clave de su desarrollo. Edmund deja de trabajar con el para concentrarse con su otro entrenador, James Trotman.
En noviembre, Edmund llegó a su primera final Challenger en Yokohama, gracias a las victorias consecutivas sobre los jugadores mejor clasificados. El australiano John Millman demostró ser demasiado fuerte para el en la final, ganando en sets corridos. En consecuencia, Edmund llegó al top 200 por primera vez en su carrera.
En diciembre, Edmund y James Ward nuevamente entrenaron con Andy Murray en su campamento en Miami durante dos semanas y media.

### 2015: Campeón de Copa Davis y Top 100
Edmund comenzó la temporada 2015 con la clasificación al Abierto de Australia 2015. Derrotó Tristan Lamasine de Francia y Austin Krajicek de los EE. UU. para llegar a la última ronda de clasificación, donde se enfrentó al comodín australiano Dane Propoggia. Derrotó a Propoggia en tres sets y clasificó al cuadro principal del primer Grand Slam del año por primera vez, se enfrentó a Steve Johnson, perdiendo en sets corridos.
Una semana después de la derrota, llega a la final del Challenger de Hong Kong, y luego de derrotar al 94.º del mundo Tatsuma Ito de Japón para reclamar su primer título Challenger Tour sin perder un set. Como resultado tanto de su campaña de clasificación al Abierto de Australia y su título en Hong Kong, Edmund llegó a la parte superior del top 150, por primera vez, llegando al 148.º puesto. A la semana siguiente, Edmund llegó a los cuartos de final del Challenger de Burnie, perdiendo en tres sets contra el eventual campeón Hyeon Chung a lo largo de la primavera continuó subiendo en el ranking, logró el puesto 121.º del Ranking ATP el 18 de mayo debido a su éxito en eventos de nivel Challenger.

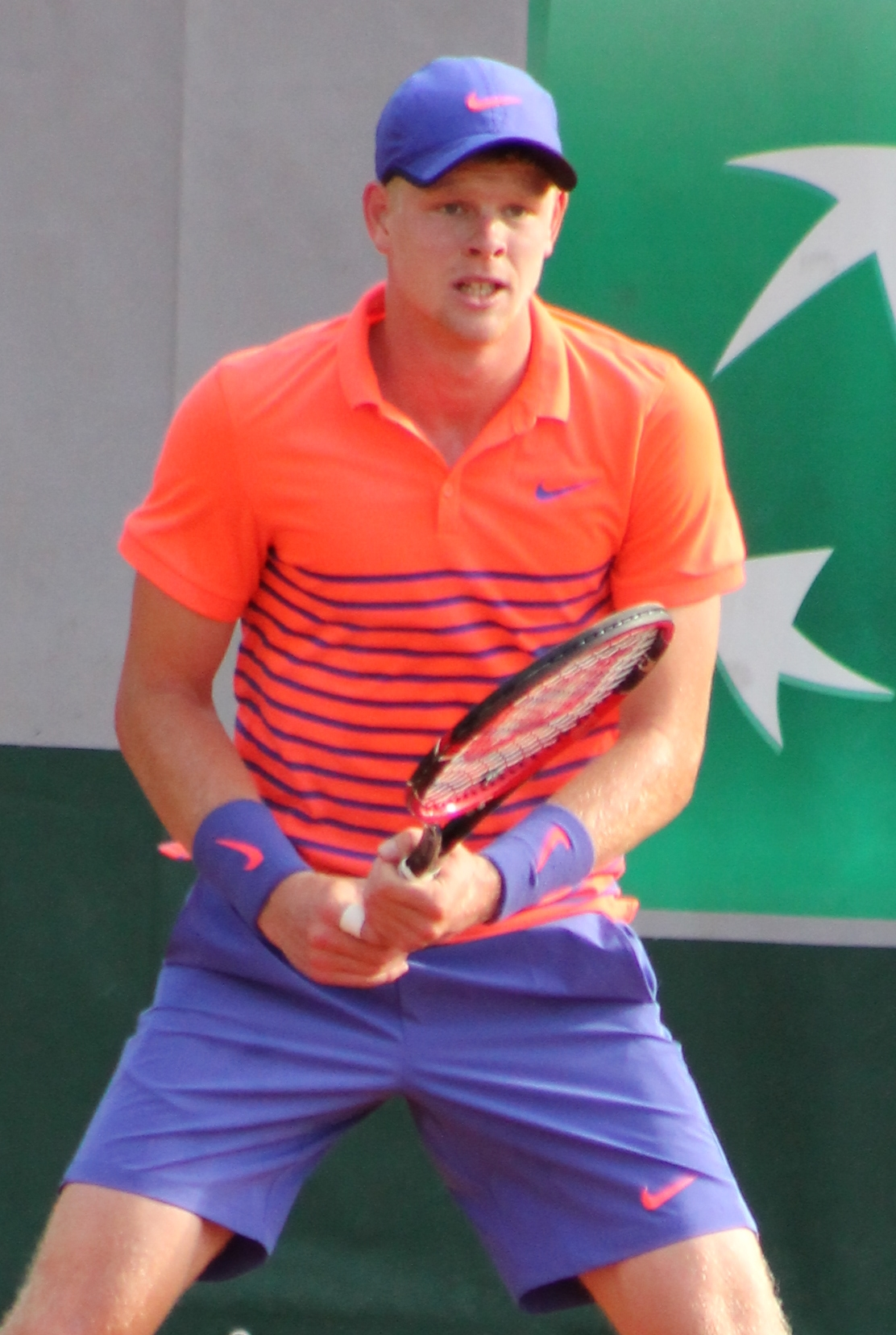
Edmund durante Roland Garros 2015.

Después de tres rondas de clasificación, Edmund llegó al cuadro principal de Roland Garros por primera vez en su carrera. En la primera ronda se enfrentó el francés Stéphane Robert, y logró su primera victoria en un Grand Slam, así como su primera victoria en cinco sets. Estaba previsto enfrentar a Nick Kyrgios en la segunda ronda, el jugador fue forzado a retirarse por una lesión en el estómago, que temía que se pudiera perder toda la temporada sobre césped completo. Tras su primera victoria en un GS, alcanzó el 101.º del ranking mundial. Después de recibir un comodín para Wimbledon Edmund fue derrotado en la primera ronda en tres sets por Alexandr Dolgopolov.
En julio, Edmund ganó el Challenger de Binghamton, completando la final en 66 minutos, diez años después de que Andy Murray ganara el mismo título.
Fue anunciado para el equipo de Gran Bretaña para la semifinal de Copa Davis ante Australia. Sin embargo, Edmund sufrió una lesión en el tobillo el martes antes de la serie. Gran Bretaña ganó 3-2 y llegó a la final de la Copa Davis por primera vez desde 1978.
Edmund reaccionó a un decepcionante otoño al despedir a su entrenador James Trotman, solo cinco semanas antes de la final de la Copa Davis.
El capitán de la Copa Davis, Leon Smith supervisó a Edmund y James Ward, acompañándolos a América del Sur para ayudarlo a decidir sobre su segundo jugador de sencillos para la final de la Copa Davis 2015. En noviembre, Edmund, de 20 años, ganó el título de la Challenger de Buenos Aires en Argentina al vencer al argentino Carlos Berlocq, se ubicó en el puesto 112 del mundo y siendo el argentino un experto en la superficie de Polvo de ladrillo. Ward perdió en la segunda ronda del mismo evento, aunque Ward, en el puesto 156.º, también había ganado recientemente un torneo de challenger de pista dura. El mismo día de la victoria de Edmund, Daniel Evans, en el puesto 271, ganó el Challenger de Knoxville en cancha dura, pero con Bélgica optando por organizar la eliminatoria en una pista de tierra batida, Smith eligió ir con el británico número dos Edmund, ahora clasificado 100.
Edmund hizo su debut en Copa Davis en la final contra Bélgica en Gante, jugando el primer partido de sencillos ante el belga Número 1 David Goffin, clasificado n° 16. Edmund ganó los dos primeros sets, pero no pudo cerrar el partido ya que finalmente perdió cinco por 6-3, 6-1, 2-6, 1-6, 0-6. Edmund dijo: "Mis piernas comenzaron a cansarse, podía sentirlas un poco tensas, un poco calambres". Edmund se convirtió en el sexto hombre en los 115 años de historia de la Copa Davis en debutar en la final detrás de Feliciano López (2003) y Paul-Henri Mathieu (2001). Gran Bretaña ganó los siguientes tres juegos y ganó por 3-1, y ganar la Copa Davis para el por primera vez desde 1936.
En diciembre, Edmund fue invitado a participar en el torneo inaugural Tie Break Tennis. en el Royal Albert Hall, con Andy Murray, Tim Henman, David Ferrer, John McEnroe y Xavier Malisse. Edmund perdió ante Andy Murray en la formación de grupo.
Edmund acompañó a Murray en su campo de entrenamiento en Dubái, que incluyó un período de prueba con el entrenador británico Ryan Jones.

### 2016: Llegada al Top 50
En su primer torneo de 2016, tuvo éxito en la clasificación para Doha. En primera ronda consigue su primera victoria sobre un top 50. Consigue ganar al eslovaco Martin Kližan en sets corridos por 6-2 y 6-3. En 2.ª ronda se enfrenta al español Daniel Muñoz de La Nava y lo vence en un partido muy disputado por parciales de 5-7, 6-3, 7-63. Consigue meterse así en cuartos de final por primera vez en su carrera en un torneo de ATP. Perdería con el checo Tomáš Berdych (7.º del mundo) en esta ronda por 3-6, 2-6.

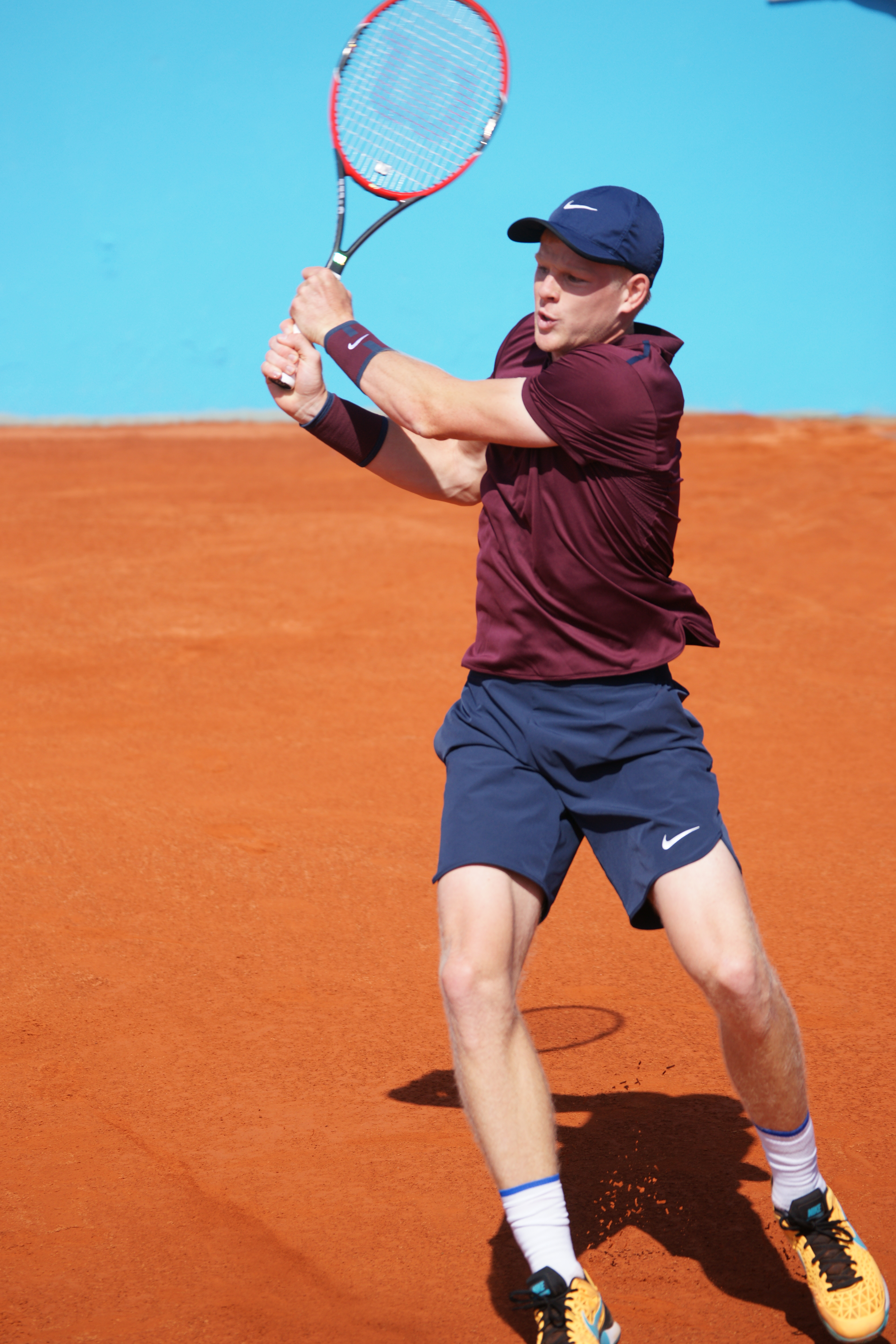
Edmund en Torneo de Niza 2016.

Edmund se ubicaba en el lugar 102.º, asegurándose un lugar en el cuadro principal del Abierto de Australia tras la retirada de varios jugadores, consigue así entrar al cuadro principal sin tener que pasar la fase previa. Edmund tiene la suficiente confianza en la clasificación automática como para inscribirse en el Kooyong Classic, que se juega al mismo tiempo que la calificación. En los partidos de exhibición, logró una victoria en sets corridos sobre el australiano Omar Jasika. En la primera ronda del Australian Open, Edmund sufrió un ataque prolongado de calambres, ya que cayó en cinco sets ante el bosnio Damir Dzumhur por 6-1, 46-7, 6-4, 3-6 y 1-6, a pesar de haber ido dos sets a uno arriba, en un partido que duró tres horas y doce minutos. Este fue solo el tercer partido a cinco sets de su carrera.
En el Challenger de Dallas, Edmund derrotó a Daniel Evans por 6-3 y 6-2 en la primera final entre británicos desde 2005. Cuando Alex Bogdanovic venció a Mark Milton. Tras esto fue nominado a los Octavos de final de la Copa Davis contra Japón junto a Daniel Evans, Dominic Inglot, Andy Murray y Jamie Murray. Evans fue elegido como el segundo singlista mientras que Edmund quedó relegado al tercer singlista.

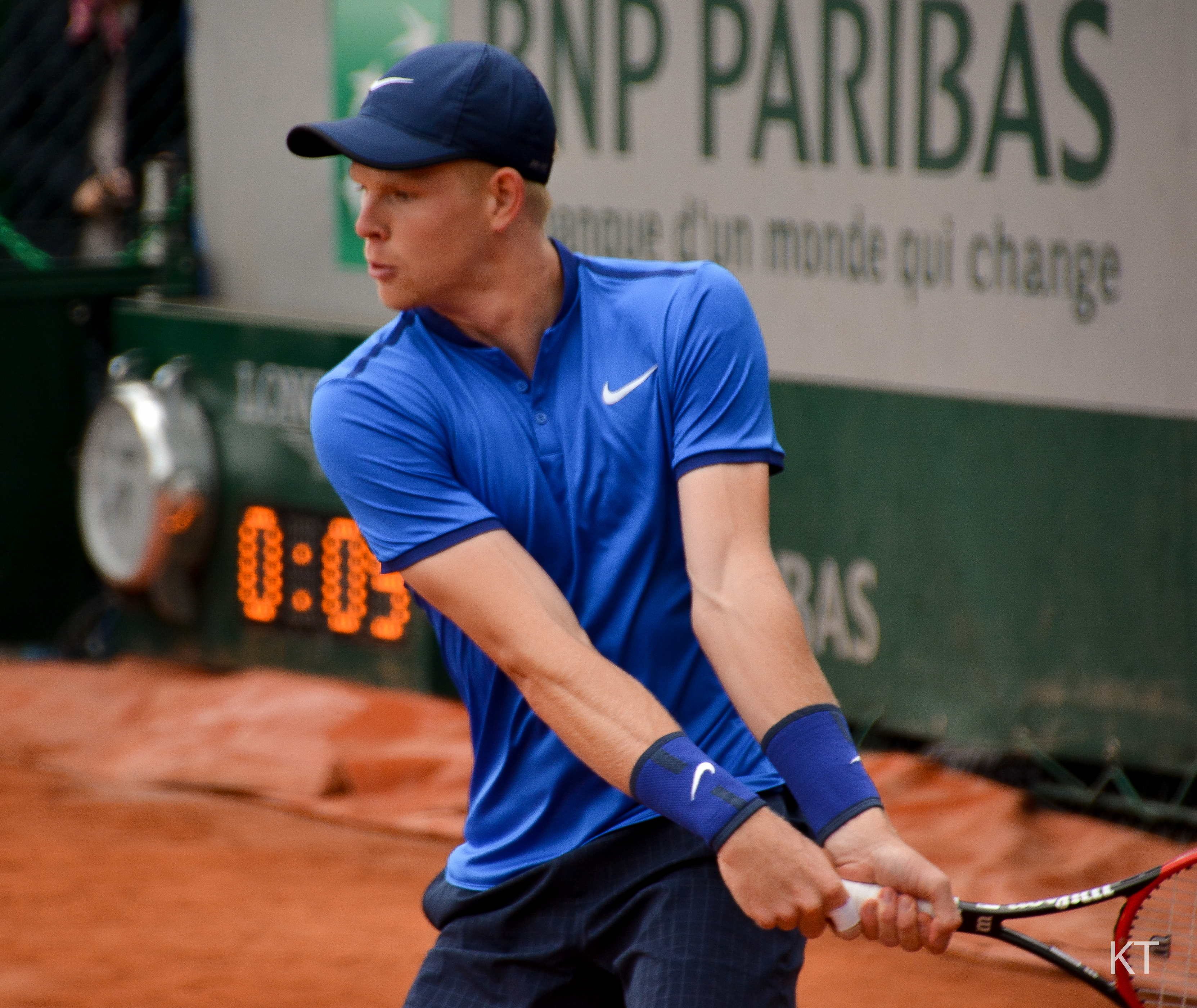
Edmund en Roland Garros 2016.

Disputó la gira americana jugando en Indian Wells y Miami. En el primer torneo no pasaría de la 1.ª ronda porque perdería ante el argentino Guido Pella por 7-63, 4-6, 5-7 y en el segundo torneo vencería al checo Jiří Veselý por 7-63, 4-6 y 5-7 en 1.ª ronda para perder contra el número del mundo Novak Đoković por doble 6-3 en 2.ª ronda.

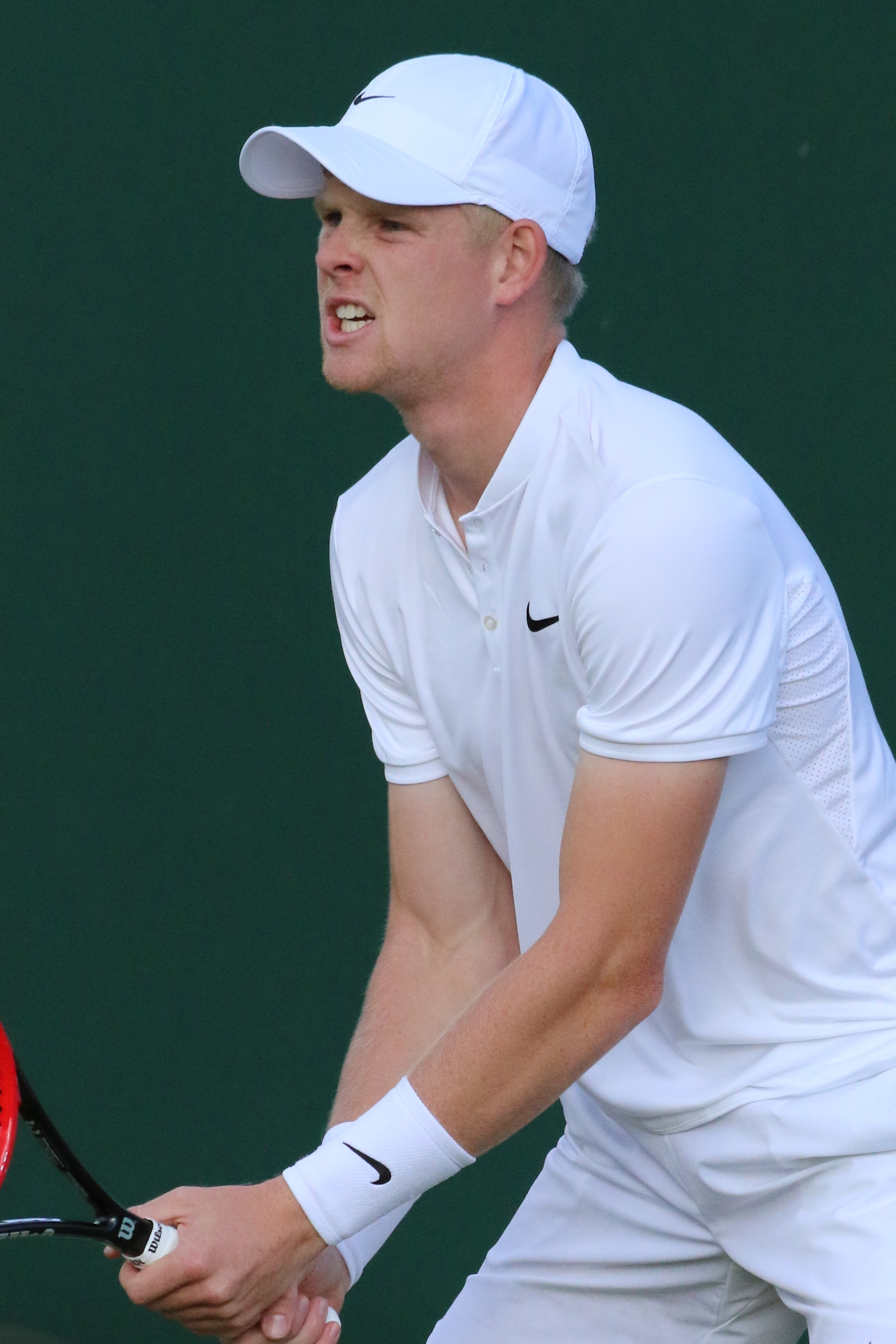
Edmund en Wimbledon 2016.

Edmund fue elegido primer singlista de Gran Bretaña para los Cuartos de final de la Copa Davis ante Serbia en Belgrado sobre Pista dura, sin Andy Murray que eligió ausentarse tras su victoria en Wimbledon. Derrotó a Janko Tipsarević por 6-3, 6-4, 6-0 en el primer partido y aseguró el triunfo tras vencer a Dušan Lajović por 6-3, 6-4 y 7-65 en el cuarto punto para el 3-1 final. Estas fueron sus primeras victorias en la competencia y el capitán Leon Smith dijo, él tiene todo para estar inmensamente orgulloso.

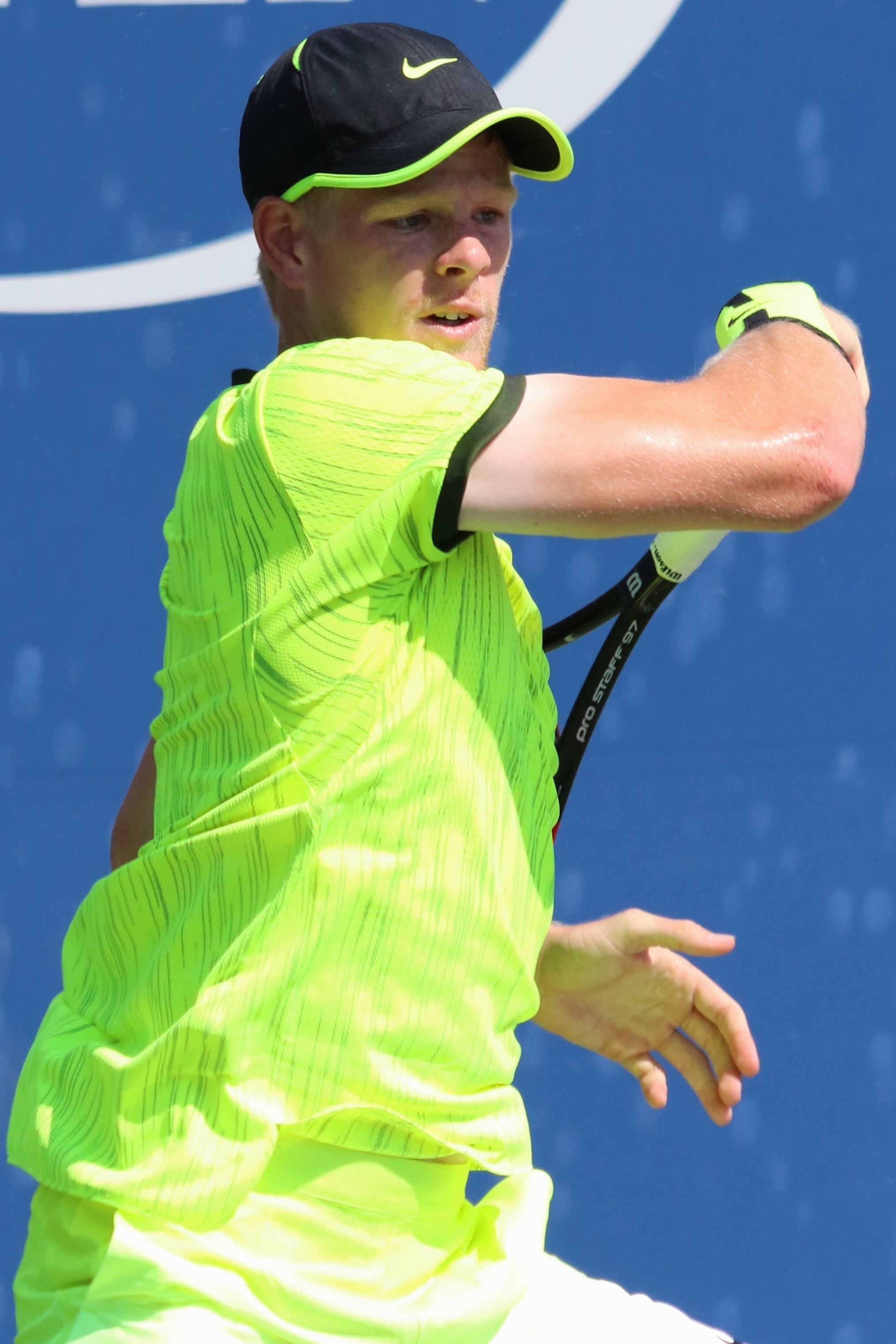
Edmund en el US Open 2016.

En su primera participación en el US Open, Edmund avanzó hasta la cuarta ronda, tras de derrotar al 13.º preclasificado Richard Gasquet por 6-2, 6-2, 6-3 en una hora y 40 minutos en primera ronda, en 2.ª a Ernesto Escobedo por 7-5, 6-4, 6-4 y en 3.ª ronda al 20.º preclasificado John Isner en por 6-4, 3-6, 6-2 y 7-64 en dos horas 43 minutos para llegar a su primer octavos de final en Grand Slam, pero perdió ante el número 1 del mundo Novak Djokovic por un contundente 6-2, 6-1, 6-4 en una hora y 55 minutos, realizando un buen torneo.
Tras el US Open a mediados de septiembre fue nominado para las Semifinales de la Copa Davis contra Argentina en Glasgow sobre Pista dura y disputó un solo punto en la derrota por 3-2, el segundo singles cayendo ante Guido Pella por 7-65, 4-6, 3-6 y 2-6.
En Pekín, avanza desde la calificación y alcanza los cuartos de final. Venciendo a los españoles Guillermo García-López por 6-3, 6-2 y al número 18.º del mundo, Roberto Bautista Agut por 6-4, 4-6, 6-4, antes de caer contra su compatriota y número 2 del mundo Andy Murray por 7-69 y 6-2. En la gira bajo techo (indoor) alcanzó su primera semifinal ATP, en Amberes en octubre, en la semana venció a Illya Marchenko por doble 7-6, después al cabeza de serie número 2 David Ferrer por 6-1, 3-6, 7-63 en segunda ronda y después a Andreas Seppi por 6-3, 6-4 en cuartos de final, pero caería contra el futuro ganador del torneo, el francés Richard Gasquet por 6-3, 5-7 y 2-6. El éxito de Edmund llevó a su clasificación a un nuevo récord personal de No. 40, convirtiéndose en uno de los tres jugadores de 21 años o menos en el top 40 del ranking. Los otros dos fueron Nick Kyrgios y Alexander Zverev.

### 2017: Irregularidad

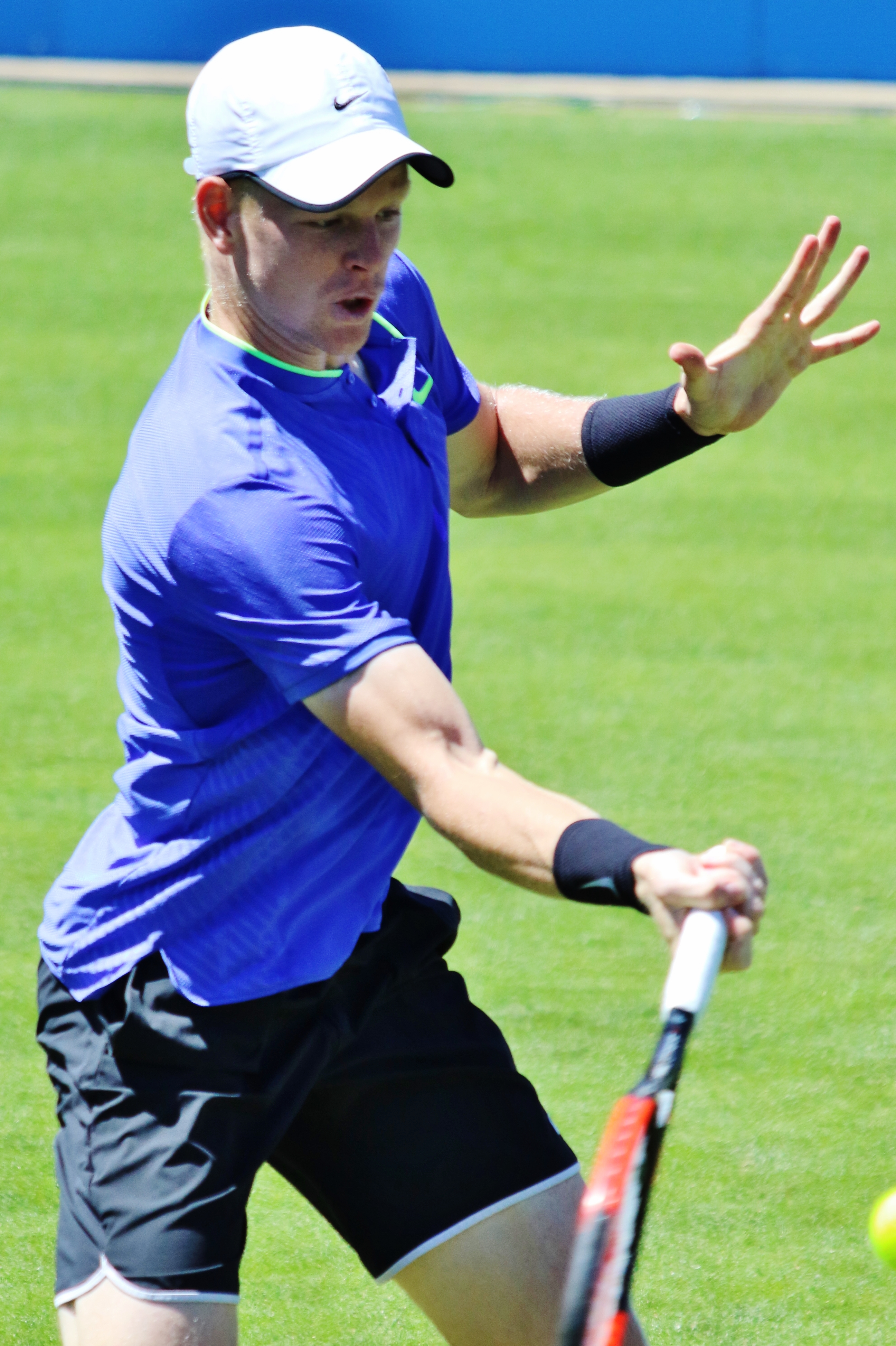
Edmund en 2017

Comenzó la Temporada 2017 en el Abierto de Australia siendo eliminado en la segunda ronda contra el 30.º cabeza de serie Pablo Carreño en sets corridos.
En febrero disputó los Octavos de final de la Copa Davis contra Canadá, perdió su primer partido contra Vasek Pospisil por 6-4, 6-1 y 7-63. Luego le da la clasificación a Gran Bretaña a los cuartos de final al vencer a Denis Shapovalov por 6-3, 6-4, 2-1 y descalificación del canadiense tras lanzar una pelota a las gradas solo para que le diera al árbitro francés Arnaud Gabas en el ojo.
En el Masters de Indian Wells cayó en segunda ronda contra Novak Djokovic por 6-4 y 7-65 en una hora y 51 minutos, jugándole un buen partido al número 2 del mundo.
Tras esto participó en los Cuartos de final de la Copa Davis contra Francia, fue vencido por el número 17.º del mundo Lucas Pouille por 7-5, 7-66 y 6-3. Gran Bretaña finalmente perdió 4-1, y Edmund volvió a jugar otro single perdiendo con Jeremy Chardy por doble 6-4. En el Masters de Montecarlo, llegó a la segunda ronda donde caería ante el eventual campeón Rafael Nadal por 6-0, 5-7 y 6-3 en dos horas de partido. Llegó a la tercera ronda en Roland Garros, después de victorias sobre Gastão Elias y Renzo Olivo en tres sets antes de caer contra el cañonero sudafricano Kevin Anderson por 7-66, 46-7, 7-5, 1-6 y 4-6 después de liderar dos sets a uno.

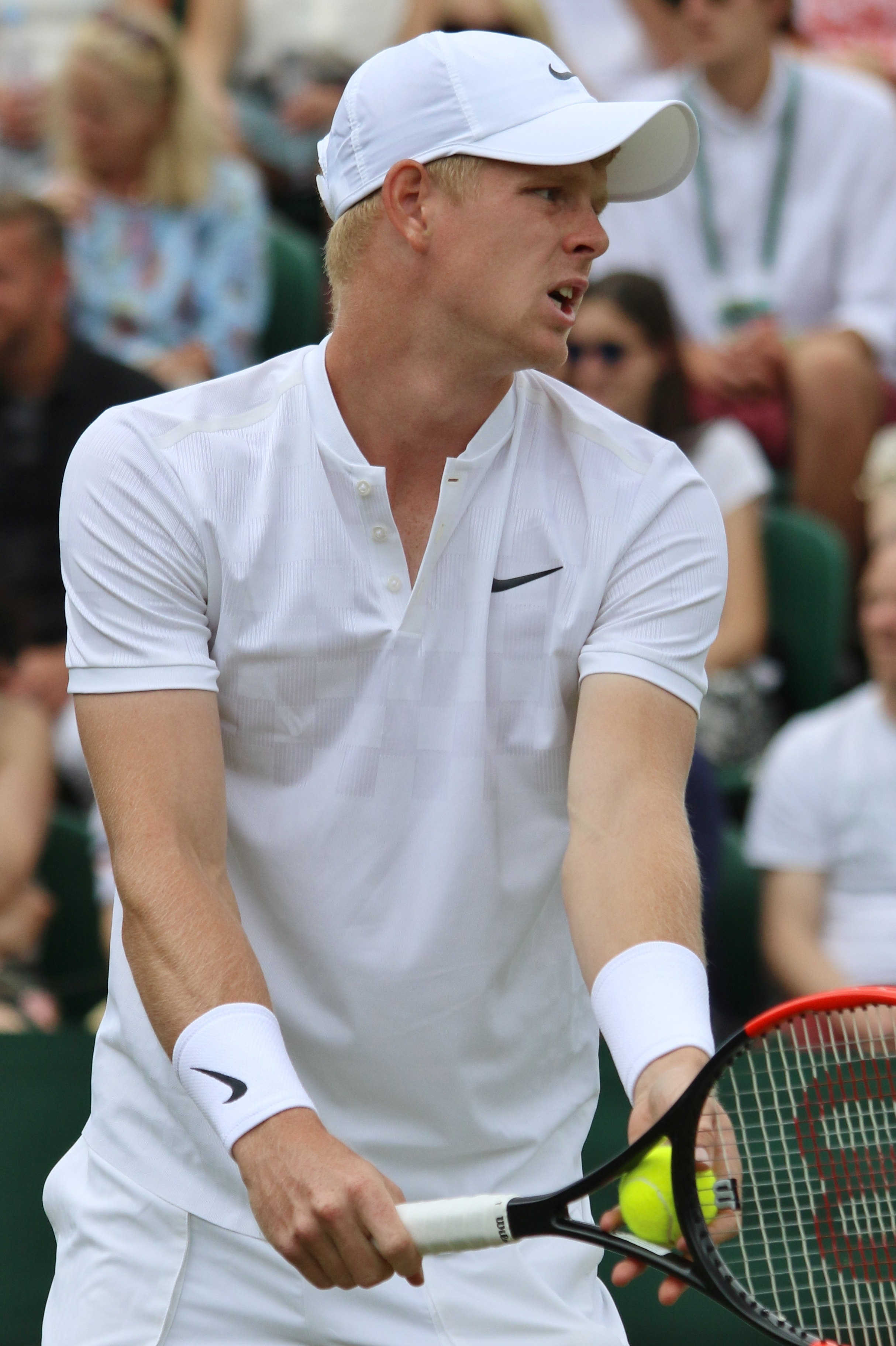
Edmund en Wimbledon 2017.

Semanas más tarde, Edmund llegó a la segunda ronda en Wimbledon por primera vez, venciendo a su compatriota británico Alex Ward en la primera ronda en cuatro sets, en 2.ª ronda cayó ante el francés Gaël Monfils por 7-6 y doble 6-4. Edmund se separó de su entrenador Ryan Jones durante la temporada de césped, y contrató a Mark Hilton, quien estuvo disponible después de la suspensión de Daniel Evans por consumo de drogas. También comenzó un período de prueba con Fredrik Rosengren, que se convirtió en entrenador permanente en octubre.
Comienza la Gira de cemento estadounidense llegando a semifinales en Atlanta, tras vencer al cabeza de serie 1 Jack Sock por 6-4, 6-1 y luego cayó ante Ryan Harrison por 7-65, 3-6 y 4-6. En Winston-Salem llegó a cuartos de final, supera la clasificación y en primera ronda se enfrenta a Thomas Fabbiano ganando por 6-2 y 6-3, en 2.ª a Daniil Medvedev por 2-6, 6-2, 7-66, en 3.ª ronda a Steve Johnson por 5-7, 6-3, 6-3. Después cae en cuartos de final ante Damir Džumhur por 6-1, 5-7, 3-6 en una hora y 52 minutos acusando el desgaste de los partidos anteriores. Comenzó agosto con el Masters de Canadá perdiendo a las primeras de cambio contra el español David Ferrer en tres sets por 6-7, 6-4 y 6-3 a pesar de ganar el primero. Llegó a la tercera ronda en el US Open, comenzó con una victoria sobre el 32.º preclasificado Robin Haase en primera ronda, en 2.ª ronda venció a su compatriota Steve Johnson por 7-5, 6-2 y 7-64, pero se retiró en 3.ª ronda contra el joven canadiense Denis Shapovalov tras ir 2 sets a 1 abajo por molestias físicas siendo el resultado final 3-6, 6-3, 6-3, 1-0 y retiró del británico.
Comienza la última parte del año en Viena, llegando a su segunda semifinal ATP 500, tras vencer a David Ferrer (6-2, 7-65), Dennis Novak (7-6, 6-7, 7-6) y Jan-Lennard Struff (6-2, 7-5), antes de perder ante Lucas Pouille por 7-67, 4-6 y 3-6 quedando a las puertas de la final. A la semana siguiente, alcanzó la segunda ronda en el Masters de París, tras vencer a Yevgueni Donskoi por 5-7, 7-6 y 6-3, antes de caer ante el eventual campeón Jack Sock después de ganar 5-1 contra él en el último set por 4-6, 7-6 y 7-6.

### 2018: Primera semifinal de Grand Slam, número 1 británico, top 15 y primer título ATP
Comenzó la Temporada 2018 en Brisbane como número 50 del mundo, llegó a cuartos de final tras vencer a Denis Shapovalov (6-7, 7-6, 6-4) y Hyeon Chung (7-6, 5-7, 6-4), ambos en tres sets, antes de perder contra el número 3 del mundo, primer cabeza de serie y campeón defensor Grigor Dimitrov por 3-6, 7-63 y 4-6. Con 4-4 en el tercer set, Edmund se equivocó con un golpe pasante y se terminó lesionando el tobillo.
Sin embargo, jugó el Abierto de Australia. Edmund demostró estar saludable al eliminar al 11.º preclasificado y finalista del US Open 2017, Kevin Anderson en un durísimo partido a cinco sets en la primera ronda por 46-7, 6-3, 3-6, 6-3 y 6-4 después de cuatro horas de partido, después eliminó a Denis Istomin en sets corridos, y luego a Nikoloz Basilashvili en otros cinco sets por 7-6, 3-6, 4-6, 6-0 y 7-5 en tres horas y 35 minutos para llegar a la cuarta ronda, donde venció a Andreas Seppi por 6-7, 7-5, 6-2, 6-3 en 2 horas y 57 minutos en un partido muy parejo para hacer su primer cuarto de final de Grand Slam. Allí, obtuvo la primera victoria sobre un oponente de los 10 primeros, derrotando al tercer cabeza de serie Grigor Dimitrov por 6-4, 3-6, 6-3, 6-4 en dos horas y 49 minutos para hacer su primera semifinal. Por un lugar en la final, se enfrenta al gigante croata y 6.º mundial Marin Čilić, pierde el partido al jugar demasiado tenso y nervioso por la instancia y cae bruscamente por 2-6, 46-7 y 2-6 en 2 horas 18 minutos donde la pelea duró solo un set, al llegar a la semifinal de un Grand Slam, se convirtió en el 6.º hombre británico en hacerlo en la Era Abierta, llamó la atención del público y se convirtió en un nombre más conocido para el público británico. Su gran torneo en el Abierto de Australia, le permite ascender fácilmente al Top 30 de la clasificación ATP. Tras una gran actuación en Melbourne le permite dar el salto al lugar 23.º, ascendió 26 puestos en la clasificación desde el lugar 49.º, su mejor clasificación, y en marzo se convirtió en el jugador número uno británico en reemplazo de Andy Murray, que lo había ocupado desde 2006.
Llegó a su primera final ATP en abril en Marrakech llegando sin ceder sets tras una victoria sobre Richard Gasquet por 6-3, 6-4 en semifinales. En la final cae por doble 6-2 contra Pablo Andújar. Con su compatriota Cameron Norrie, ganó el título de dobles en Estoril el 6 de mayo. No perdieron un set en el torneo juntos. Después jugó el Masters de Madrid, en primera ronda supera fácilmente a Daniil Medvedev por 6-4, 6-0 y en 2.ª derrota por primera vez a Novak Djokovic por 6-3, 2-6, 6-3 en una hora y 42 minutos, ganando suficientes puntos para entrar en el top 20 por primera vez. Esta fue la primera vez que Edmund derrotó a un jugador actual o ex número 1 del mundo, así como su primera vez en la tercera ronda de un torneo Masters 1000. Siguió esto al derrotar al 10.º del mundo David Goffin por doble 6-3 para llegar a cuartos de final, marcando otro hito en su carrera al alcanzar los cuartos de final de un Masters 1000 por primera vez, ahí caería contra Denis Shapovalov por 7-5, 66-7 y 4-6 en dos horas y 28 minutos.
En Roma, llega a octavos tras superar a Malek Jaziri por 6-3, 3-6 y 6-3 en primera ronda y en 2.ª a Lucas Pouille por 6-2 y 7-63, pero cae contra el futuro finalista y 3 del mundo, Alexander Zverev por 7-5 y 7-611 en un partido intenso y parejo. En Roland Garros, fue cabeza de serie por primera vez en un Grand Slam al ser 17 del mundo, llegó a la tercera ronda en París por primera vez tras vencer a australiano Álex de Miñaur por 6-2, 6-4, 6-3 y a Marton Fucsovics por 6-0, 1-6, 6-2, 6-3; para finalmente caer ante Fabio Fognini por 3-6, 6-4, 6-3, 4-6 y 4-6.
Comenzó la temporada de césped en Queen's. Esta fue la primera vez de su carrera que juega en casa como número uno británico. Como séptimo cabeza de serie, derrotó a Ryan Harrison antes de perder contra Nick Kyrgios por 7-6, 6-7 y 6-3. Sigue preparándose de cara a Wimbledon en Eastbourne donde fue segundo cabeza de serie, derrota por primera vez al entonces 156.º del mundo Andy Murray por doble 6-4 en la primera ronda, quien regresaba a las canchas después de 11 meses sin jugar, pero después perdió contra Mijaíl Kukushkin por 5-7, 6-3 y 6-1. Volvió  a alcanzar la tercera ronda de un Grand Slam en Wimbledon siendo derrotado en cuatro sets contra el eventual campeón Novak Djokovic por 6-4, 3-6, 2-6 y 4-6.
Comienza la gira veraniega de canchas duras estadounidenses con derrotas consecutivas contra Andy Murray en el Torneo de Washington y Diego Schwartzman en el Masters de Canadá. Logra su primera victoria en el Masters de Cincinnati  derrotando a Mackenzie McDonald en la primera ronda. Luego perdió ante Denis Shapovalov en sets corridos. Después de perder ante Steve Johnson en los cuartos de final de Winston-Salem, la gira por Estados Unidos de Edmund terminó con una derrota en la primera ronda contra Paolo Lorenzi en el US Open por 4-6, 6-4, 7-5 y 6-1 a medida que avanzaba el partido fue sufriendo de calambres. Terminó la gira con paupérrimos resultados con solo 3 victorias y 5 derrotas.
Después del US Open Series, Edmund se dirigió a Chicago como parte del Equipo europeo en la Laver Cup. Derrotó a Jack Sock por 6-4, 5-7 y 10-6 en el súper tiebreak en el primer día de competición para ayudar a su equipo a defender la corona. Finalmente Alexander Zverev cerraría la serie en el último día tras vencer a Kevin Anderson en el penúltimo partido de la competición. Tras esto comenzó la Gira Asiática, comenzando en el Torneo de Pekín donde hizo semifinales (la tercera del año), donde fue superado por el eventual campeón Nikoloz Basilashvili en dos sets. Una semana más tarde, Edmund llegó a su segundo cuartos de final en un evento ATP Masters 1000 en Shanghái, donde fue eliminado en los cuartos de final por Alexander Zverev por doble 6-4. Después de esto, Edmund viajó a Europa, donde jugaría sus últimos torneos del año, comenzando en Amberes, donde Edmund fue por primera vez primer cabeza de serie. Después de impresionantes victorias en sets corridos, incluyendo a Richard Gasquet en las semifinales, Edmund llegó a su segunda final ATP del año y en su carrera, enfrentándose a Gael Monfils, los nervios de Edmund parecían estar mejorando en el, ya que perdió el primer set ante el francés por 6-3. Sin embargo, su preciso servicio y fuerte golpe de derecha y su fortaleza mental lo vieron completar una remontada notable, con un sorprendente tiro ganador de derecha en la línea que le permitió obtener su primer título de forma muy emotiva ganando por 3-6 y doble 7-6. Solo unos días después, Edmund jugó en Viena, donde su buena forma continuó con una excelente victoria sobre Diego Schwartzman por 6-3 y 7-6 en 1R, sin embargo, fue derrotado en la siguiente ronda por Fernando Verdasco por parciales de 6-4, 3-6, 6-3. Este sería el último partido de Edmund en 2018, ya que se retiró del Masters de París por una lesión en la rodilla.
A pesar de esto, 2018 fue un año notable para el británico, subiendo desde los 50 primeros hasta el lugar 14 del mundo, gracias a su primera semifinal de Grand Slam en Melbourne, y sus primeros cuartos de final de Masters 1000 (Madrid y Shanghái), su primera final como profesional (Marrakech) y su primer título (Amberes). Los triunfos sobre Grigor Dimitrov (Abierto de Australia), Novak Djokovic y David Goffin (ambos en Madrid), entre otros, significaron que Edmund había sido de los mejores jugadores del circuito, y muchos lo consideran como futuro campeón de Grand Slam.

## Estilo de juego
Edmund posee un golpe de derecha occidental, en el que puede generar una gran cantidad de potencia y giro. Su golpe de derecha ha sido descrito por Mats Wilander como "el mejor del circuito". Edmund usa su derecha para dominar los intercambios y también generar golpes ganadores desde cualquier lugar de la cancha. El juego de Edmund también está respaldado por un potente servicio y un sólido revés a dos manos, los cuales ha ido mejorado con el tiempo recientemente. Las debilidades notables del juego de Edmund son su forma física y su movilidad, pero estas también han mejorado en los últimos años, como lo demuestran sus mejores actuaciones en los Grand Slams.

## Títulos ATP (3; 2+1)

### Individual (2)
| Leyenda                    |
| Grand Slam (0)             |
| ATP Wourld Tour Finals (0) |
| ATP Masters 1000 (0)       |
| ATP World Tour 500 (0)     |
| ATP World Tour 250 (2)     |

| N.º | Fecha                 | Torneo     | Superficie | Oponente en la final | Resultado           |
| --- | --------------------- | ---------- | ---------- | -------------------- | ------------------- |
| 1.  | 21 de octubre de 2018 | Amberes    | Dura (i)   | Gaël Monfils         | 3-6, 7-6(2), 7-6(4) |
| 2.  | 16 de febrero de 2020 | Nueva York | Dura (i)   | Andreas Seppi        | 7-5, 6-1            |

#### Finalista (1)
| N.º | Fecha               | Torneo    | Superficie    | Oponente en la final | Resultado |
| --- | ------------------- | --------- | ------------- | -------------------- | --------- |
| 1.  | 15 de abril de 2018 | Marrakech | Tierra batida | Pablo Andújar        | 2-6, 2-6  |

### Dobles (1)
| Leyenda                    |
| Grand Slam (0)             |
| ATP Wourld Tour Finals (0) |
| ATP Masters 1000 (0)       |
| ATP World Tour 500 (0)     |
| ATP World Tour 250 (1)     |

| N.º | Fecha             | Torneo  | Superficie    | Pareja         | Oponentes en la final      | Resultado |
| --- | ----------------- | ------- | ------------- | -------------- | -------------------------- | --------- |
| 1.  | 6 de mayo de 2018 | Estoril | Tierra batida | Cameron Norrie | Wesley Koolhof Artem Sitak | 6-4, 6-2  |

## Challenger Series
| N.º | Fecha      | Torneo                     | Superficie    | Rival en la final | Resultado |
| --- | ---------- | -------------------------- | ------------- | ----------------- | --------- |
| 1.  | 01.02.2015 | Challenger de Hong Kong    | Dura          | Tatsuma Ito       | 6-1, 6-2  |
| 2.  | 26.07.2015 | Challenger de Binghamton   | Dura          | Bjorn Fratangelo  | 6-2, 6-3  |
| 3.  | 15.11.2015 | Challenger de Buenos Aires | Tierra batida | Carlos Berlocq    | 6-0, 6-4  |
| 4.  | 06.02.2016 | Challenger de Dallas       | Dura (i)      | Daniel Evans      | 6-3, 6-2  |
| 5.  | 07.05.2016 | Challenger de Roma         | Tierra batida | Filip Krajinović  | 7-6, 6-0  |
| 6.  | 03.03.2019 | Challenger de Indian Wells | Dura          | Andréi Rubliov    | 6-3, 6-2  |

## Clasificación histórica
Actualizado hasta el Abierto de Australia 2019.
| Torneo                      | 2012  | 2013         | 2014         | 2015         | 2016  | 2017         | 2018         | 2019         | 2020         | T/P     | G-P     | %       |
| --------------------------- | ----- | ------------ | ------------ | ------------ | ----- | ------------ | ------------ | ------------ | ------------ | ------- | ------- | ------- |
| Grand Slam                  |       |              |              |              |       |              |              |              |              |         |         |         |
| Abierto de Australia        | A     | A            | A            | 1R           | 1R    | 2R           | SF           | 1R           | 1R           | 0 / 6   | 6–6     | 50%     |
| Roland Garros               | A     | A            | A            | 2R           | 2R    | 3R           | 3R           | 2R           |              | 0 / 5   | 7–5     | 58%     |
| Wimbledon                   | Q2    | 1R           | 1R           | 1R           | 1R    | 2R           | 3R           | 2R           | ND           | 0 / 7   | 4–7     | 36%     |
| US Open                     | A     | A            | A            | Q3           | 4R    | 3R           | 1R           | 1R           | 2R           | 0 / 5   | 6–5     | 54%     |
| Ganados–Perdidos            | 0–0   | 0–1          | 0–1          | 1–2          | 4–4   | 6–4          | 9–4          | 2–4          | 1–2          | 0 / 22  | 23–22   | 51%     |
| Representación nacional     |       |              |              |              |       |              |              |              |              |         |         |         |
| Juegos Olímpicos            | A     | No realizado | No realizado | No realizado | 2R    | No realizado | No realizado | No realizado | No realizado | 0 / 1   | 1–1     | 50%     |
| Copa Davis                  | A     | A            | A            | 'G'          | SF    | CF           | A            | A            | A            | 1 / 3   | 3–5     | 38%     |
| Ganados–Perdidos            | 0–0   | 0–0          | 0–0          | 0–1          | 3–2   | 1–3          | 0–0          | 0–0          | 0–0          | 1 / 4   | 4–6     | 40%     |
| ATP World Tour Masters 1000 |       |              |              |              |       |              |              |              |              |         |         |         |
| Indian Wells                | A     | A            | A            | A            | 1R    | 2R           | 2R           | 4R           | ND           | 0 / 4   | 3–4     | 46%     |
| Miami                       | A     | A            | 1R           | 1R           | 2R    | 1R           | 2R           | 4R           | ND           | 0 / 6   | 3–6     | 30%     |
| Montecarlo                  | A     | A            | A            | A            | A     | 2R           | 1R           | 1R           | ND           | 0 / 3   | 1–3     | 30%     |
| Madrid                      | A     | A            | A            | A            | A     | A            | CF           | 1R           | ND           | 0 / 2   | 3–2     | 53%     |
| Roma                        | A     | A            | A            | A            | A     | 2R           | 3R           | 1R           | 1R           | 0 / 4   | 3–4     | 42%     |
| Canadá                      | A     | A            | A            | A            | 1R    | 1R           | 1R           | 2R           | ND           | 0 / 4   | 1–4     | 20%     |
| Cincinnati                  | A     | A            | A            | A            | Q2    | 1R           | 2R           | 1R           | 1R           | 0 / 4   | 1–4     | 20%     |
| Shanghái                    | A     | A            | A            | A            | 2R    | 2R           | CF           | 1R           | ND           | 0 / 4   | 5–4     | 52%     |
| París                       | A     | A            | A            | A            | A     | 2R           | A            | 3R           |              | 0 / 2   | 3–2     | 52%     |
| Ganados–Perdidos            | 0–0   | 0–0          | 0–1          | 0–1          | 2–4   | 5–8          | 9–8          | 7–9          | 0–2          | 0 / 33  | 23–33   | 41%     |
| Estadísticas                |       |              |              |              |       |              |              |              |              |         |         |         |
|                             | 2012  | 2013         | 2014         | 2015         | 2016  | 2017         | 2018         | 2019         | 2020         | Carrera | Carrera | Carrera |
| Torneos                     | 0     | 3            | 5            | 5            | 19    | 27           | 22           | 22           |              | 109     | 109     | 109     |
| Títulos / Finales           | 0 / 0 | 0 / 0        | 0 / 0        | 0 / 0        | 0 / 0 | 0 / 0        | 1 / 2        | 0 / 0        |              | 1 / 2   | 1 / 2   | 1 / 2   |
| G-P general                 | 0–0   | 1–3          | 0–5          | 1–5          | 21–20 | 30–30        | 36–21        | 14–22        |              | 102–105 | 102–105 | 102–105 |

## Ranking ATP al final de la temporada
| Año                     | 2012 | 2013 | 2014 | 2015 | 2016 | 2017 | 2018 | 2019 | 2020 | 2021 | 2022 |
| Ranking en individuales | 571  | 376  | 194  | 102  | 45   | 50   | 14   | 69   | 48   | 121  | 581  |

## Victorias sobre Top 10
| Temporada | 2013 | 2014 | 2015 | 2016 | 2017 | 2018 | 2019 | Total |
| Victorias | 0    | 0    | 0    | 0    | 0    | 2    | 0    | 2     |

| #    | Jugador         | Ranking | Torneo                                     | Superficie | Rd | Resultado          | KE Ranking |
| ---- | --------------- | ------- | ------------------------------------------ | ---------- | -- | ------------------ | ---------- |
| 2018 |                 |         |                                            |            |    |                    |            |
| 1.   | Grigor Dimitrov | 3       | Abierto de Australia, Melbourne, Australia | Hard       | CF | 6–4, 3–6, 6–3, 6–4 | 49         |
| 2.   | David Goffin    | 10      | Madrid, España                             | Arcilla    | 3R | 6–3, 6–3           | 22         |